# 二田村
二田村（ふただむら）は、かつて新潟県刈羽郡にあった村。出身著名人に田中角栄がいる。

## 沿革
- 1889年（明治22年）4月1日 - 町村制施行に伴い刈羽郡二田村、坂田村、新保村、和田村、黒部村、鬼王村が合併し、二田村が発足。
- 1899年（明治32年）4月14日 - 刈羽郡長谷村と合併して、二田村を新設。
- 1901年（明治34年）11月1日 - 刈羽郡長原村、妙法寺村と合併して、二田村を新設。
- 1959年（昭和34年）4月10日 - 村域を二分割し、次のように隣接自治体と合併、編入して消滅。
  - 大字二田・坂田・新保・和田・黒部・鬼王・長嶺・後谷・五日市・内方・大坪・北野・妙法寺 → 刈羽郡朝日町と合併して西山町となる
  - 大字井岡→ 刈羽郡刈羽村に編入